# Rhopalophthalmus indicus
Rhopalophthalmus indicus är en kräftdjursart som beskrevs av Pillai 1961. Rhopalophthalmus indicus ingår i släktet Rhopalophthalmus och familjen Mysidae. Inga underarter finns listade i Catalogue of Life.